# Martin Truex Jr.
Martin Lee Truex Jr. (nasceu em 29 de Junho de 1980) é um ex-piloto norte-americano de Stock Cars Americano (NASCAR). Ele pilotava o carro Nº 19 Toyota Camry da Joe Gibbs Racing na NASCAR Cup Series. Truex foi campeão da NASCAR Cup Series em 2017 e 3 vezes vice-campeão, em 2018, 2019 e 2021. Além disso também foi duas vezes campeão da Xfinity Series em 2004 e 2005. Seu irmão mais novo, Ryan Truex também é piloto da NASCAR. No dia 14 de Junho de 2024, Truex Jr. anunciou sua aposentadoria da Nascar como piloto full-time.

## Principais Vitórias

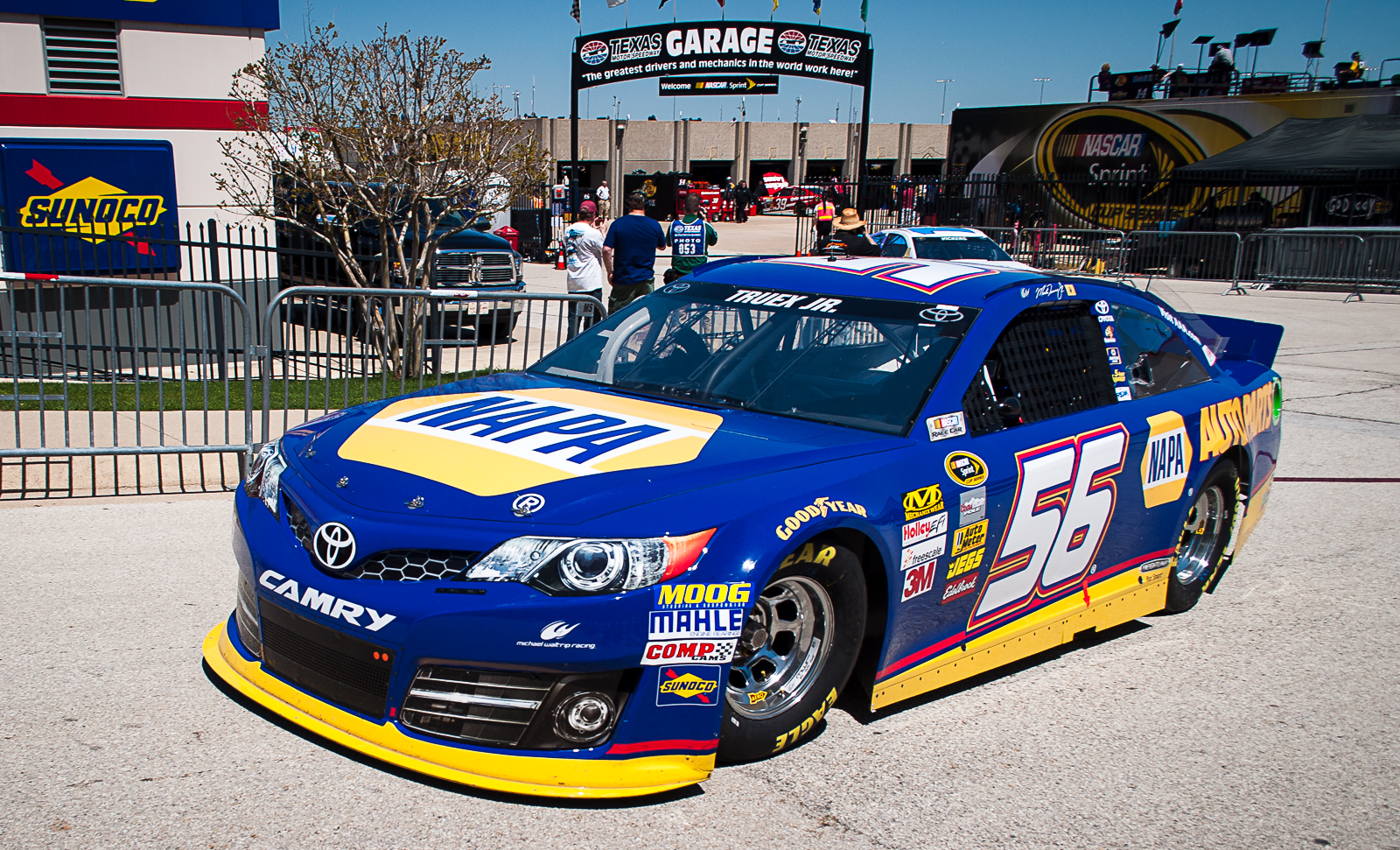
Carro de Martin Truex Jr. na NASCAR em 2013.

### NASCAR -Sprint Cup Series
- 2007 - Autism Speaks 400 (Dover)

- 2013 - Toyota/Save Mart 350 (Sonoma)

- 2015 - Axalta "We Paint Winners" 400 (Pocono)

### NASCAR -Xfinity Series
- 2004 - Bristol, Talladega, Gateway, Nazareth, Dover e Memphis

- 2005 - México City, Talladega, Dover, Daytona, New Hampshire, Indianápolis Raceway Park

- 2006 - Talladega